# Мацуно, Ясуми
Ясуми Мацуно (яп. 松野 泰己 Мацуно Ясуми, 24 октября 1965 года, Мёко, Ниигата, Япония) — японский игровой разработчик, директор и сценарист. Наиболее известен как руководитель разработки Final Fantasy Tactics, Vagrant Story и Final Fantasy XII.

## Биография
Ясуми Мацуно родился 24 октября 1965 года в городе Мёко префектуры Ниигата. Во время учёбы в местном университете он увлекался написанием рассказов по мотивам Dungeons & Dragons и музыкой Фредди Меркьюри, солиста группы Queen. Под влиянием того и другого Мацуно написал фэнтезийную повесть из восьми частей под названием «Ogre Battle Saga» (яп. オウガバトルサーガ О:га батору са:га, «Сага о войнах огров»).
Летом 1989 года Ясуми Мацуно окончил университет и устроился игровым дизайнером в маленькую студию Quest. Первым проектом, над которым он работал, была Matendouji — аркада для приставки Famicom, потом вышедшая в США под названием Conquest of the Crystal Palace. Во время работы в студии Quest Мацуно работал также над играми: Dungeon KiD для Famicom, Battle Ping Pong и Legend для Game Boy, Magical Chase для PC-Engine. Созданием Magical Chase руководил Хироси Минагава.
На таких скромных проектах особой славы компания Quest составить себе не могла и потому балансировала на грани краха. Тогда Ясуми Мацуно и загорелся идеей сделать довольно масштабную игру с достаточно глубоким сюжетом, основанным на его студенческой рукописи «Ogre Battle Saga». Вместе с Акихико Ёсидой и Хироси Минагавой — своими товарищами по Quest — Ясуми Мацуно взялся за разработку игры, сделавшей в будущем имя как всей Quest, так и самому Мацуно — Ogre Battle: March of the Black Queen (SNES). Игра имела шумный успех и подняла студию Quest из безвестности.
Работая над сиквелом — Tactics Ogre: Let Us Cling Together, Мацуно посетил восточную Европу и был до глубины души впечатлён европейской культурой, архитектурой и, особенно, религиозной составляющей в истории и современности Запада. С этого времени некая «европейская» составляющая примешивалась ко всем создаваемым им сценариям.
После успеха Ogre Battle и Tactics Ogre студией заинтересовалась компания Square, и в 1995 году соблазнённые весьма выгодными условиями Мацуно и его коллеги перешли на работу в Square, где, впрочем, работали обособленно. Ими были разработаны игры Final Fantasy Tactics и Vagrant Story — обе для Playstation, кроме того, Мацуно занимался онлайновым сервисом компании — PlayOnline. После слияния Square и Enix группа Мацуно была выделена в отдельную внутреннюю студию Product Development Division 4, которую он и возглавил. Примерно в то же время Square Enix приобрела программистское подразделение все ещё существовавшей независимо Quest и права на торговую марку Ogre Battle Saga — они были переданы внутренней студии Мацуно.
Осенью 2001 года Мацуно и его команда приступила к работе над Final Fantasy XII для PlayStation 2, в то же время он продюсировал разработку Final Fantasy Tactics Advance для Game Boy Advance (занималась ей бывшая команда Quest). Сроки выхода Final Fantasy XII в течение нескольких лет откладывались и откладывались, пока в июле 2005 года не была объявлена последняя дата — 16 марта 2006. Одной из основных причин отсрочек было крайне тяжёлое физическое состояние больного Мацуно, всё же желавшего, несмотря на болезнь, довести проект до конца; тем не менее, разработка была окончена уже без Мацуно, слегшего в больницу на несколько месяцев.
С 2007 года несколько оправившийся Мацуно вернулся в игровую индустрию, появившись, в частности, на конференции Nintendo, посвященной презентации нового контроллера для Wii. В 2011 году стал работать в компании Level-5, где работал вместе с Гоити Судой над созданием игры Guild01. Однако после создания игры Мацуно покинул компанию.

## Игры, в создании которых принимал участие
- Ogre Battle: March of the Black Queen — руководитель, сценарист, дизайнер
- Tactics Ogre: Let Us Cling Together — руководитель, сценарист, дизайнер
- Final Fantasy Tactics — руководитель, сценарист, дизайнер
- Vagrant Story — продюсер, руководитель, сценарист, дизайнер боевой системы
- Ogre Battle 64: Person of Lordly Caliber — сценарист
- Final Fantasy Tactics Advance — продюсер, автор идеи
- Final Fantasy XII — продюсер, автор идеи, сценарист
- MadWorld — сценарист
- Tactics Ogre: Let Us Cling Together (версия для PSP) — дизайнер, сценарист
- Guild 01: Crimson Shroud — директор, сценарист

## Интересные факты
- Секретный босс Final Fantasy XII — Yiazmat — назван в честь Ясуми Мацуно: как сокращение от его прозвища Ядзуми и фамилии Мацуно: YAZumi MATsuno. Букву i в название дракона добавили американские переводчики, желая сделать его похожим на имя Тиамат. Охота на Язмата называется «Прощай, легенда» (Farewell to a Legend). Перед её началом Монблан заявляет героям, что Язмат — ужасный дракон, убивший его учителя, который обучил самого Монблана, его братьев и сестёр всему, что они знают.[источник не указан 277 дней]
- Мацуно, будучи большим поклонником творчества Фредди Меркьюри и группы «Queen», часто оставлял в играх отсылки к ним. Так, название его первой игры Ogre Battle: March of the Black Queen составлено из двух песен альбома «Queen II», подзаголовок второй — «Let Us Cling Together» — отсылает к одноимённой песне из альбома «A Day at the Races». Четвёртый акт Final Fantasy Tactics носит название «Somebody to Love», также песня из «A Day at the Races». В Vagrant Story меч Эшли Риота называется Фанданго — это аллюзия на строку из песни «Bohemian Rhapsody» из альбома «A Night at the Opera». Атака Хашмаля из Final Fantasy XII в оригинале называлась Rock You — отсылка к знаменитой «We Will Rock You» из альбома «News of the World» (американские переводчики из любви к интернет-жаргону сменили название на Roxxor).[источник не указан 277 дней]